# Uno Zecchino nella calza
Uno Zecchino nella calza è stato un varietà andato in onda il 6 gennaio 2023 su Rai 1, in occasione dell'Epifania, dalle 9:05, dove ad essere protagonista è la musica con il Piccolo Coro dell'Antoniano diretto da Sabrina Simoni. La conduzione è affidata alla "befana d'eccezione" Veronica Maya.
Questo evento è stata anche l'occasione per ascoltare due brani inediti del Piccolo Coro, interpretati dalla conduttrice: la sigla di testa La Befana vien di notte di Maria Elena Rosati e Lorenzo Tozzi e la sigla di coda W la Befana di Enrico Zambelli ed Alessandro Visintainer.

## Descrizione
Il programma, attraverso i suoi tanti ospiti, porta i telespettatori alla scoperta dei diversi scenari innevati del Trentino-Alto Adige, tra cui Folgarida in Val di Sole e Madonna di Campiglio. Tra i diversi ospiti, si menzionano Cristina D'Avena, Deborah Iurato, Ludovica Nasti, Nunù, i Buffycats ed i personaggi della serie Summer and Todd.
Il varietà è realizzato in collaborazione con Trentino marketing, APT Madonna di Campiglio, APT Val di Sole e la Skiarea Campiglio Dolomiti di Brenta. La regia è di Francesco Dardari.

### Solidarietà
Anche in questa occasione la musica dello Zecchino d'Oro supporta la campagna Operazione Pane, che sostiene diciotto mense dell'Ordine francescano in Italia e cinque nel mondo, tra cui Ucraina, Romania e Siria.